# 徐集镇 (裕安区)
徐集镇，是中华人民共和国安徽省六安市裕安区下辖的一个乡镇级行政单位。

## 行政区划
徐集镇下辖以下地区：
街道社区、徐集村、梁集村、棠树村、全红村、东方红村、黄巷村、菊花村、新店村、王店村、高皇村、黄岳村和东沟村。